# وش السعد
وش السعد برنامج كوميدي ساخر يقدمه (محمد سعد) ويعرض من خلاله عدد قضايا ومواضيع ويستضيف عددا من الفنانين في كل حلقة لمناقشة القضية المطروحة في الحلقة.

## ضيوف الحلقات
| رقم الحلقة | ضيف الحلقة                    |
| 1          | هيفاء وهبي                    |
| 2          | إيمي سمير غانم                |
| 3          | نيكول سابا                    |
| 4          | علا غانم                      |
| 5          | حسن الرداد - مي سليم          |
| 6          | زينة - إيمان السيد            |
| 7          | حجاج عبد العظيم - دوللي شاهين |
| 8          | بيومي فؤاد - ايتن عامر        |
| 9          | أحمد فتحي - راندا البحيري     |
| 10         | سارة سلامة                    |
| 11         | لقاء الخميسي - إيهاب فهمي     |
| 12         | ريهام حجاج - ميمي جمال        |
| 13         | روجينا - ميمي جمال - ادوارد   |
| ---------- | ----------------------------- |